# Zero Impunity
Zero Impunity és un documental multimèdia de Nicolas Blies i Stéphane Hueber-Blies (els germans Blies). L'animació va ser codirigida amb Denis Lambert. La pel·lícula explora l'ocurrència sistemàtica de les violacions de guerra i l'agressió. La pel·lícula es va estrenar al Festival Internacional de Cinema de Tessalònica, i posteriorment es va estrenar en festivals internacionals de cinema com ara Festival Internacional de Cinema d'Animació d'Annecy, Mostra Internacional de Cinema de São Paulo, Festival Internacional de Cinema de Palm Springs, Festival Internacional de Cinema a Guadalajara i Festival Internacional de Cinema de Moscou.

## Producció
Zero Impunity va ser desenvolupat i conceptualitzat per Marion Guth i el duo de directors Nicolas Blies i Stéphane Hueber-Blies (també conegut com els germans Blies) sobre la base d'informes d'investigació encarregats pels directors sobre el tema de la violència sexual. a diversos països, realitzada com a part de la pel·lícula. Les investigacions han estat encarregades al col·lectiu de periodistes francesos YouPress. Zero Impunity es va llançar el 3 de gener de 2017 amb la publicació de sis informes d'investigació a Médiapart. (França) i 10 socis de mitjans d'Europa, el nord d'Àfrica i l'Orient Mitjà. La producció del llargmetratge documental es va desenvolupar durant tot el 2017. Es van rodar noves seqüències entre setembre de 2017 i desembre de 2017 a Ucraïna, Jordània, Estats Units i França.

## Argument
La pel·lícula es basa en sis informes d'investigació d'onze periodistes sobre l'impacte i l'ocurrència de la violència sexual i l'abús sistèmic en temps de guerra. Els esdeveniments tractats inclouen instàncies d'abús de civils a la República Centreafricana durant l'Operació Sangaris, abús sexual i tortura de presoners sota l'Administració Bush, l'esclavitud sexual i l'agressió de les forces de Bashar al-Assad a Síria i la violència sexual a Ucraïna. La pel·lícula també critica les Nacions Unides i el Tribunal Penal Internacional. Els informes es transmeten tant a través de segments d'animació com de pel·lícules d'acció en viu amb supervivents, psicòlegs, denunciants i investigadors.

## Estrena
La pel·lícula es va estrenar mundialment el març de 2019 al Festival Internacional de Cinema de Tessalònica abans d'estar en competició oficial a la Festival Internacional de Cinema d'Animació d'Annecy el juny de 2019. Està previst que la pel·lícula s'estrene als Estats Units al Festival Internacional de Cinema de Palm Springs el gener de 2020.
La pel·lícula estava previst que s'estrenés als cinemes de França l'11 de juny de 2020. L'estrena de la pel·lícula es va ajornar a causa de la pandèmia de la Covid-19.

## Recepció
La pel·lícula va rebre crítiques sobretot positives.
Jordan Mintzer de The Hollywood Reporter va donar al documental una crítica majoritàriament favorable per cridar l'atenció sobre la indiferència generalitzada davant l'agressió sexual i l'abús sexual per part d'organitzacions terroristes i organitzacions governamentals sancionades com les Forces Armades dels Estats Units i els Cascos Blaus de les Nacions Unides. Tanmateix, Mintzer va criticar la pel·lícula per intentar cobrir massa històries separades en el seu temps d'execució, i per confiar en "una estètica de mà pesada […] per fer un punt que no calia subratllar tant".
Allen Hunter de ScreenDaily va elogiar la pel·lícula per donar veu a les víctimes d'agressions sexuals i per cridar l'atenció sobre la qüestió internacional de la violència sexual en temps de guerra. El diari francès Le Figaro li va fer una crítica positiva, titllant-la de "una pel·lícula punyent" que "va deixar Annecy sense paraules".
Amber Wilkinson d’Eye For Film va ser majoritàriament positiva, tot i que també va assenyalar que la pel·lícula era densa en alguns llocs i podria haver-se beneficiat si "potser menys [sic] en situacions ja molt documentades, com Síria i Abu Ghraib, els hagués permès enfocar-se més en temes poc discutits, com la suposada indiferència de l'ONU".

### Nominacions i premis
Zero Impunity va guanyar el FIPA D'OR 2017 SmartFipa a Biarritz. El 2019, la pel·lícula també va guanyar el premi del públic al Festival du Film Politique Porto-Vecchio i el premi al millor llargmetratge al festival internacional de cinema d'animació de Bucarest a 2020.
| Festival                                                  | País          | Any  | Competició         |
| --------------------------------------------------------- | ------------- | ---- | ------------------ |
| Festival Internacional de Cinema de Tessalònica           | Grècia        | 2019 | Competició oficial |
| FIFDH                                                     | Switzerland   | 2019 | Competició oficial |
| FICAM                                                     | Marroc        | 2019 | Selecció oficial   |
| Festival de Cinema de Lucca                               | Itàlia        | 2019 | Competició oficial |
| Festival Internacional de Cinema de Moscou                | Rússia        | 2019 | Selecció oficial   |
| Molodist KIFF                                             | Ucraïna       | 2019 | Selecció oficial   |
| Festival Internacional de Cinema d'Annecy                 | França        | 2019 | Competició oficial |
| Fantoche                                                  | Suïssa        | 2019 | Selecció oficial   |
| Festival Internacional de Cinema de Quebec City           | Canadà        | 2019 | Competició oficial |
| AnimaSyros                                                | Grècia        | 2019 | Competició oficial |
| Freedom Film Festival                                     | Malàisia      | 2019 | Selecció oficial   |
| Festival Internacional d'Animació Contemporània de Madrid | Espanya       | 2019 | Selecció oficial   |
| FIFF Namur                                                | Bèlgica       | 2019 | Selecció oficial   |
| Human Rights Film Festival Lugano                         | Suïssa        | 2019 | Selecció oficial   |
| 10è Festival Internacional d’Animació de Pernambuco       | Brasil        | 2019 | Selecció oficial   |
| Festival de Cinema de Cambridge                           | UK            | 2019 | Competició oficial |
| Festival Internacional de Cinema de Bucheon (BIAF)        | Corea del Sud | 2019 | Competició oficial |
| Festival du Film Politique Porto-Vecchio (Audience AWARD) | França        | 2019 | Competició oficial |
| Mostra Internacional de Cinema de São Paulo               | Brasil        | 2019 | Competició oficial |
| Mostra de València                                        | Espanya       | 2019 | Selecció oficial   |
| Festival Cinéma et Droits Humains – Amnesty International | France        | 2019 | Selecció oficial   |
| FIFF Tübingen                                             | Alemanya      | 2019 | Competició oficial |
| Festival Internacional de Cinema d'Amiens                 | França        | 2019 | Selecció oficial   |
| Panorama del Cinema Europeu                               | Egipte        | 2019 | Selecció oficial   |
| Bergen International Animation Festival                   | Norway        | 2019 | Selecció oficial   |
| Joburg Film Festival                                      | South-Africa  | 2019 | Selecció oficial   |
| Les Sommets de l’Animation                                | Canada        | 2019 | Selecció oficial   |
| Carrefour du Cinéma d’Animation                           | France        | 2019 | Selecció oficial   |
| Festival International du Film Politique (Carcassona)     | France        | 2019 | Competició oficial |
| Peloponnisos International Documentary Festival           | Grècia        | 2020 | Competició oficial |
| Festival Internacional de Cinema de Palm Springs          | USA           | 2020 | Selecció oficial   |
| FIPADOC                                                   | França        | 2020 | Competició oficial |
| Festival Internacional de Cinema a Guadalajara            | Mèxic         | 2020 | Competició oficial |